# Мигура, Иван Детесович
Иван Детесович Мигура (укр. Іван Мигура) — украинский гравёр, портретист и иконописец.

## Биография
Родился в Киеве, бывшим тогда частью Речи Посполитой, в богатой семье. Учился в Киево-Могилянской академии на курсах богословия, риторики и философии. С 1702 до 1703 год был там преподавателем, а с 1703 до 1704 год — преподавателем пиитики.
В 1703 году принял монашеский постриг и получил монашеское имя Иларион. В 1704 году стал архидиаконом Софийского монастыря. С 1709 до 1712 год был игуменом Крупицкого монастыря, дальнейшая судьба неизвестна.

## Список произведений
- Композиция "Святая Варвара" (1700) .
- Гравюра, посвященная епископу Захарию Корниловича (1703).
- Панегирик в честь А.Войнаровського (1703).
- Елецкая Богоматерь - неувядающий цвет (1704) - панегирик в честь Исаакия Васинкевича.
- Триумф Гедеона (1704) - панегирик в честь Гедеона Одорского.
- Princeps ecclesiaru ... (1706) - панегирик в честь Ивана Мазепы.
- Oriens exalto ... (1706) - панегирик в честь Стефана Яворского.
- Эпитафия Варлааму (Ясинскому) (1707).
- Панегирик в честь Василия Кочубея (1708).
- Преподобный Иоанн Лествичник (1707) - гравюра, посвященная Ивану Ломиковский.
- Панегирик в честь Ивана Скоропадского (1709).
- Апостол Ирадион (1711) - панегирик в честь Ирадиона Жураховский.
- Иоанн Предтеча - ангел пустыни (1711) - гравюра, посвященная Ивану Ломиковский.
- Симеон Богоприимец (1712) - панегирик в честь Симеона Жалобы.
- Панегирик в честь Даниила Апостола (1712).

## Галерея

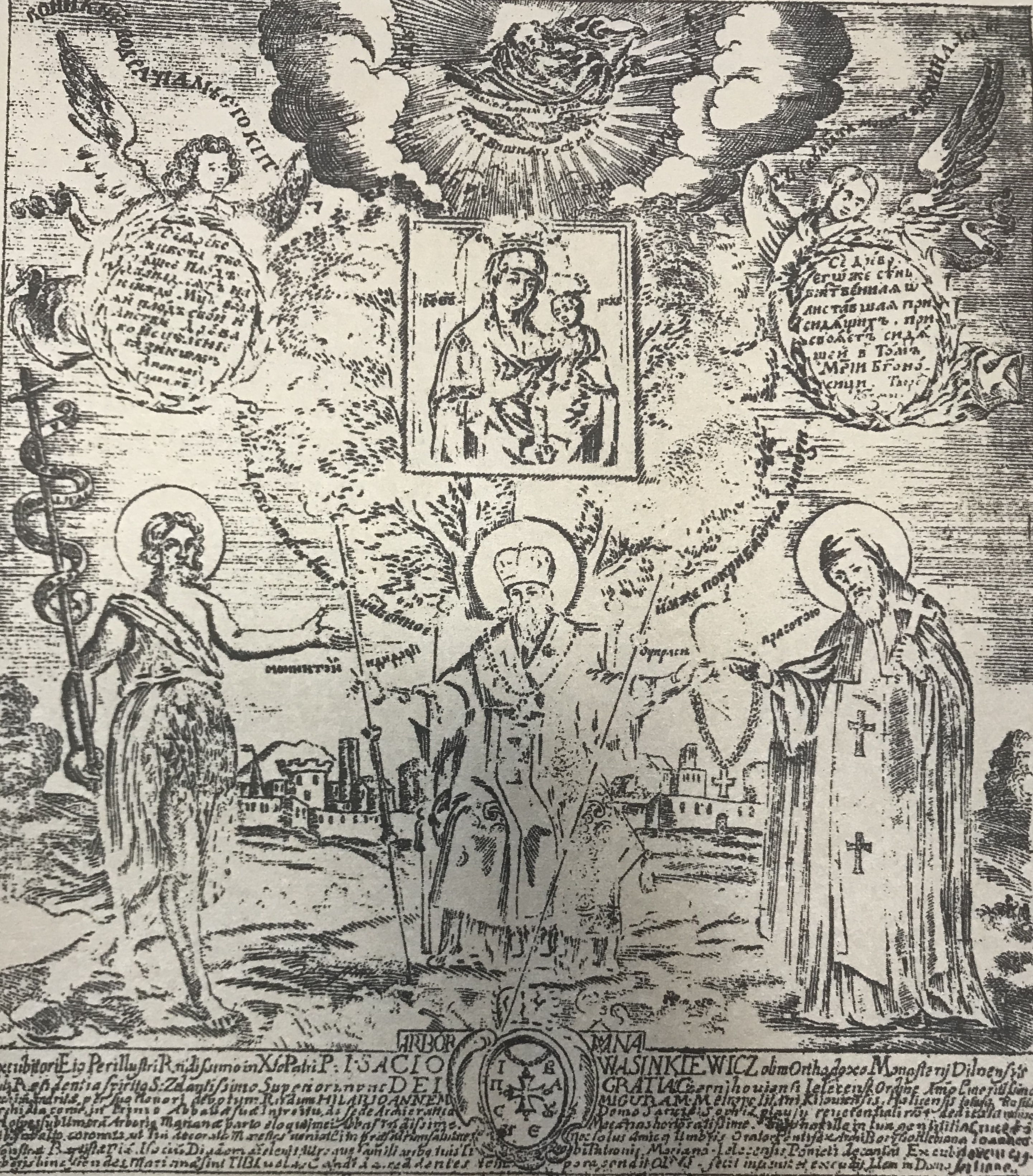
Елецкая Богоматерь - неувядающий цвет
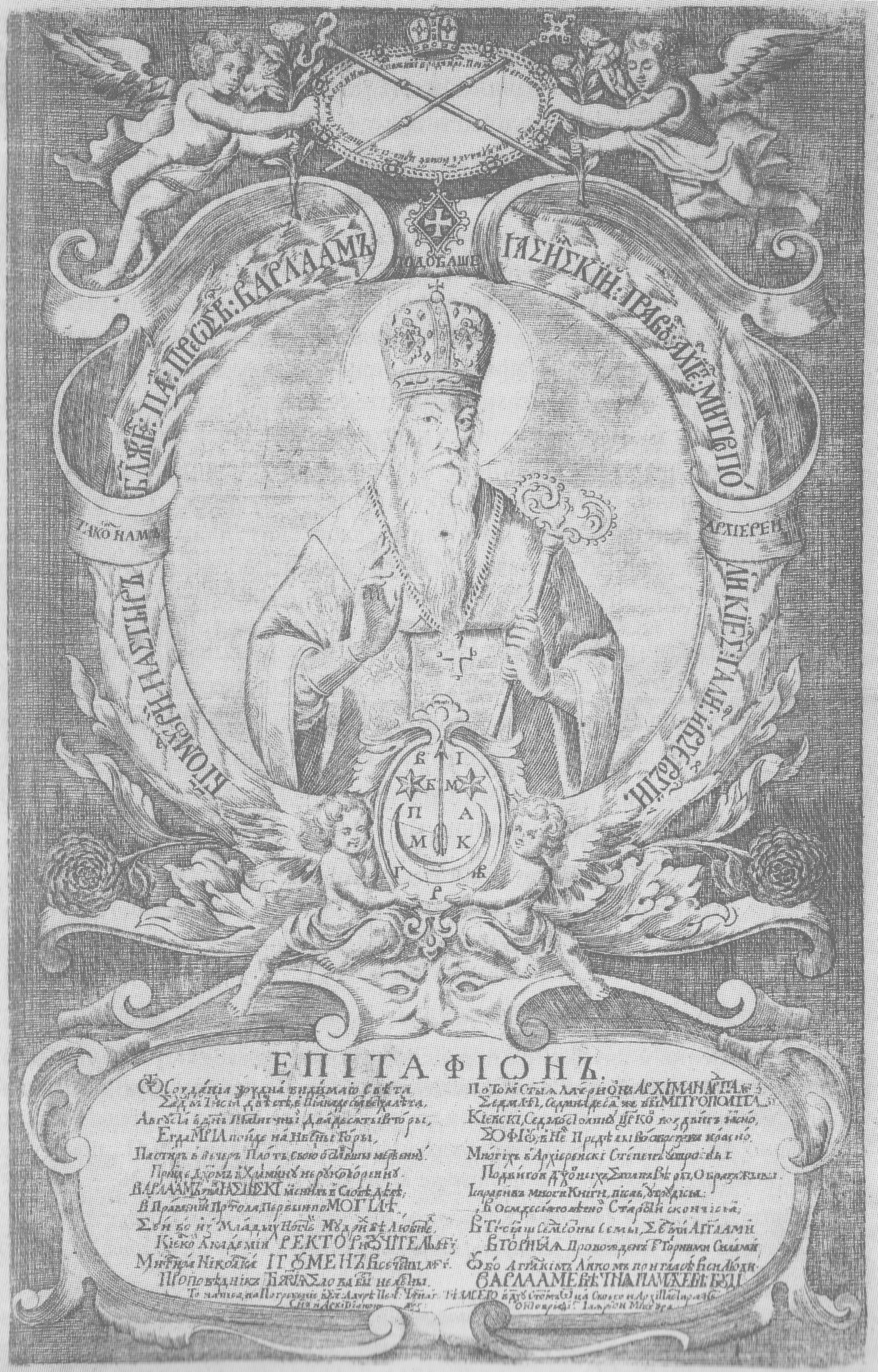
Епитафион Варлаама (Ясинскому)